# Petr II. z Erdődy
Petr II. z Erdődy (chorvatsky Petar II. Erdődy, maďarsky Erdödy de Monyorókerék et Monoszló Péter, * kolem roku 1504 – 1567, Jastrebarsko) byl uherský a chorvatský šlechtic, zakladatel chorvatské větve šlechtického rodu Erdődyů. V letech 1557–1567 vykonával úřad chorvatského bána.

## Život
Petr z Erdődy se narodil kolem roku 1504 jako syn Petra I. z Erdődy (asi 1484–1526), syna Mikuláše Bakócze z Erdődy a synovce Tomáše Bakócze.
Petr II. vedl dlouhý spor se svým otcem, neboť ten se po smrti své první manželky Sáry Bánffyové z Alsólendvy (* 1488, svatba 1506) znovu oženil s Barborou (Bóra; nebo Dóra = Dorothea?) z Puchheimu (asi 1488–1546). Následovaly vážné a vleklé konflikty, do kterých se snažili smířlivě zasáhnout dokonce i papež a císař. Petr II. měl v tomto sporu nakonec navrch a jeho otec se přestěhoval do Benátek poté, co ho dóže ujistil, že bude přijat mezi tamní nobilitu. Od té doby celý titul hrabat Erdődy de Monyorókerék et Monoszló zahrnuje mimo jiné „nobile města Benátek“. Podle legendy se otec a syn nakonec usmířili a Petr II. založil klášter Okić v Chorvatsku, aby odčinil své dětinské chování. 
V roce 1547 se Petr II. vyznamenal ve Šmalkaldské válce a proslavil se také řadou vojenských vítězství proti Osmanské říši v roce 1552, včetně zapálení Staré Gradišky s Jurajem Frankopanem.
V roce 1557 nahradil v úřadu chorvatského bána slavného Nikolu IV. Šubiće Zrinského a i nadále bojoval s velkým úspěchem proti Turkům. Mezitím se přidal na stranu protestantů a v roce 1562 o něm napsal Primož Trubar Hansi Ungnadovi ze Sonnegu (1493–1564) napsal, že  „Pan Peter svobodný pán z Ebraw a na Khayerspergu, je velmi dobrý evangelík… “
Král Maxmilián II. mu v roce 1565 udělil titul říšského hraběte a roku 1566 knížete, protože však brzy poté zemřel, tituly nebyly nostrifikovány. Titul hraběte nostrifikoval v roce 1580 Rudolf II. pro jeho dva syny Tomáše II. a Petra III., knížecí titul však byl opomenut.
Petr II. z Erdődy zemřel roku 1567 v Jastrebarsku.  Jeho prvorozený syn Tomáš z Erdődy se později stal také bánem.

### Rodina
Petr II byl dvakrát ženatý:
1. s Markétou (Margit) nebo Evou Táhyovou, dcerou Františka (Ference) Táhyho svobodného pána z Tahváru a Tarkő (Tarkeő) († 1573). Z manželství se narodila dcera:
  - Anna (asi 1551–1577), od roku 1566 provdaná za Štěpána (Istvána) Dersffyho ze Szerdahely († 1587) a v roce 1572 za Štěpána (Istvána) z Illyésházy (1540–1609)
2. s Barborou (Borbála, Bóra) baronkou Alapyovou (Alapić, Alappi) z Nagykemléku, dcerou Jana (János) Alapyho, svobodného pána z Nagykemléku a jeho manželky Markéty (Margit) Zrinskí, hraběnky ze Sigetu. S ní měl 6 dětí:
  - Tomáš II. (Tamás, Toma, 1558–1624), ženatý s Annou Marií Ungnadovou z Weissenwolfu, baronkou ze Sonnecku (1569–1611), dcerou Kryštofa Ungnada z Weissenwolfu, svobodného pána ze Sonnecku († 1587), 1576–1583 chorvatského bána
  - Petr III. (1560–1613), ženatý se Zuzanou, hraběnkou ze Stubenbergu
  - Markéta (Margit), provdaná za Jakoba Székelyho z Kevendu a Órmosdu, poté za Wolfa Weikharta z Herbersteinu
  - Helena (Ilona), provdaná za Jiřího ze Stubenbergu († 1630)
  - Jan (János), († po 1568)
  - Jiří (György), († po 1568)

## Prameny
- "Die Geschichte des Hauses Erdődy" ("The History of the Erdődy family") after Dr. Karl Giay which is attached to Gräfin Helene Erdődy's book "Erinnerungen" ("Memories"). Released 1929 by Amalthea-Verlag, Vienna